# 정암진 전투
정암진 전투(鼎巖津戰鬪)는 1592년 음력 5월 24일 최초로 의병이 일본군과 싸워 승리한 전투로 이 승리로 일본군의 전라도 진격을 막고 곽재우(郭再祐)의 의병을 중심으로 의병들이 규합되었다.

## 배경
임진왜란 초기 일본군에게 크게 밀린 조선 조정은 3대 곡창 지대 중 경상도와 충청도를 잃고 남은 전라도는 쌀이 가장 많이 나는 지역이기에 필수적으로 꼭 필요한 지역이었다. 이에 일본군은 전라도 진격 작전을 개시하여 일본군 6부대의 고바야카와 다카카게(小早川隆景)가 전라도 진격 작전을 지휘하고 고바야카와의 휘하 부하 안코쿠지 에케이(安国寺恵瓊)는 2000명의 군대를 이끌고 전라도로 통하는 길목인 경상도 의령으로 진격한다. 한편 선비 출신이었던 곽재우가 의령에서 두 번째로(첫 번째는 유팽로) 의병 50명을 조직하여 거병하고 곽재우는 안코쿠지에 대항해 남강 북안의 정암진에 군사들을 매복시켰다.

## 전투 과정
음력 5월 26일 에케이(안코쿠지 ?)의 2000명 병력은 정암진 대안에 도착해 지역 주민을 동원해 도하 지점을 설정하고 정찰대를 보내 통과할 지점에 나무 푯말을 꽂아 표시를 해두고 뗏목을 만들어 도하 준비를 했다. 이에 밤 사이에 곽재우는 군사들을 동원해 나무 푯말을 늪지대에 꽂아두고 정암진 요소요소와 숲에 군사들을 매복시켜두었다. 날이 밝자 안코쿠지의 일본군 선봉대가 도하를 시작했으나 늪지대로 잘못 들어가 곽재우의 의병군에게 선멸되었고 안코쿠지(에케이 ?)의 주력군이 남강을 도하했으나 미리 대기하던 곽재우 군의 기습 공격을 받아 크게 패하고 말았다.

## 결과 및 영향
이 전투의 패배로 일본군 6부대는 전라도 진격을 포기하여 임진왜란 참전 일본군 부대 중 유일하게 전라도에 진출하지 못한 부대가 되었다. 최초로 의병을 일으켜 승리를 거둔 곽재우 의병 부대는 경상우도 초유사(招諭使) 김성일(金誠一)의 도움으로 의령과 삼가 두 현을 곽재우의 지휘 아래에 편입시켜 병력이 1000명이나 되었고 전 목사 오운과 박사제의 3000명의 병력까지 합세해 총 4000명의 병력으로 불어났다. 

## 같이 보기
- 솥바위 : 전부가 벌어진 곳에 있는 바위